# Domus de janas
Le domus de janas  sono tombe preistoriche scavate nella roccia tipiche della Sardegna prenuragica. Si trovano sia isolate, che in grandi raggruppamenti formati anche da più di 40 tombe. A partire dal Neolitico recente fino all'età del bronzo antico (4400–2000 a.C.) queste strutture contraddistinguevano tutte le zone dell'isola, ad eccezione della Gallura. 
Ne sono state scoperte più di 2.400, circa una ogni 10 chilometri quadrati in media, e si ipotizza che molte rimangano ancora da trovare. Sono spesso collegate tra loro a formare dei veri e propri cimiteri sotterranei, con in comune un corridoio d'accesso (dromos) ed un ingresso a volte molto spazioso e con un soffitto alto.
Sono state riconosciute patrimonio mondiale dell'umanità dall'Unesco nel 2025.

## Origini del nome
In italiano il termine sardo domus de janas (variante meridionale) è stato tradotto in «case delle fate», essendo le janas delle figure mitologiche tipiche del folclore regionale, simili a creature femminili dai poteri magici.
L'etimologia del termine janas potrebbe derivare da Janus, il dio romano dal doppio volto, guardiano delle soglie e dei punti di passaggio, sicché le loro dimore, appunto le domus de janas, possono essere concepite come varchi o portali verso l'aldilà o altre dimensioni. Singolare è poi l'assonanza con le janare della Campania, ossia le streghe del folclore beneventano, che presentano notevoli somiglianze con le janas, e la cui etimologia suggerirebbe anche una parentela con Diana, dea delle selve e della Luna.
Le domus de janas in altre zone dell'isola sono conosciute anche con il nome di forrus, furreddos, bìrghines, birghineddas, calas, concheddas, grutas.

## Datazione

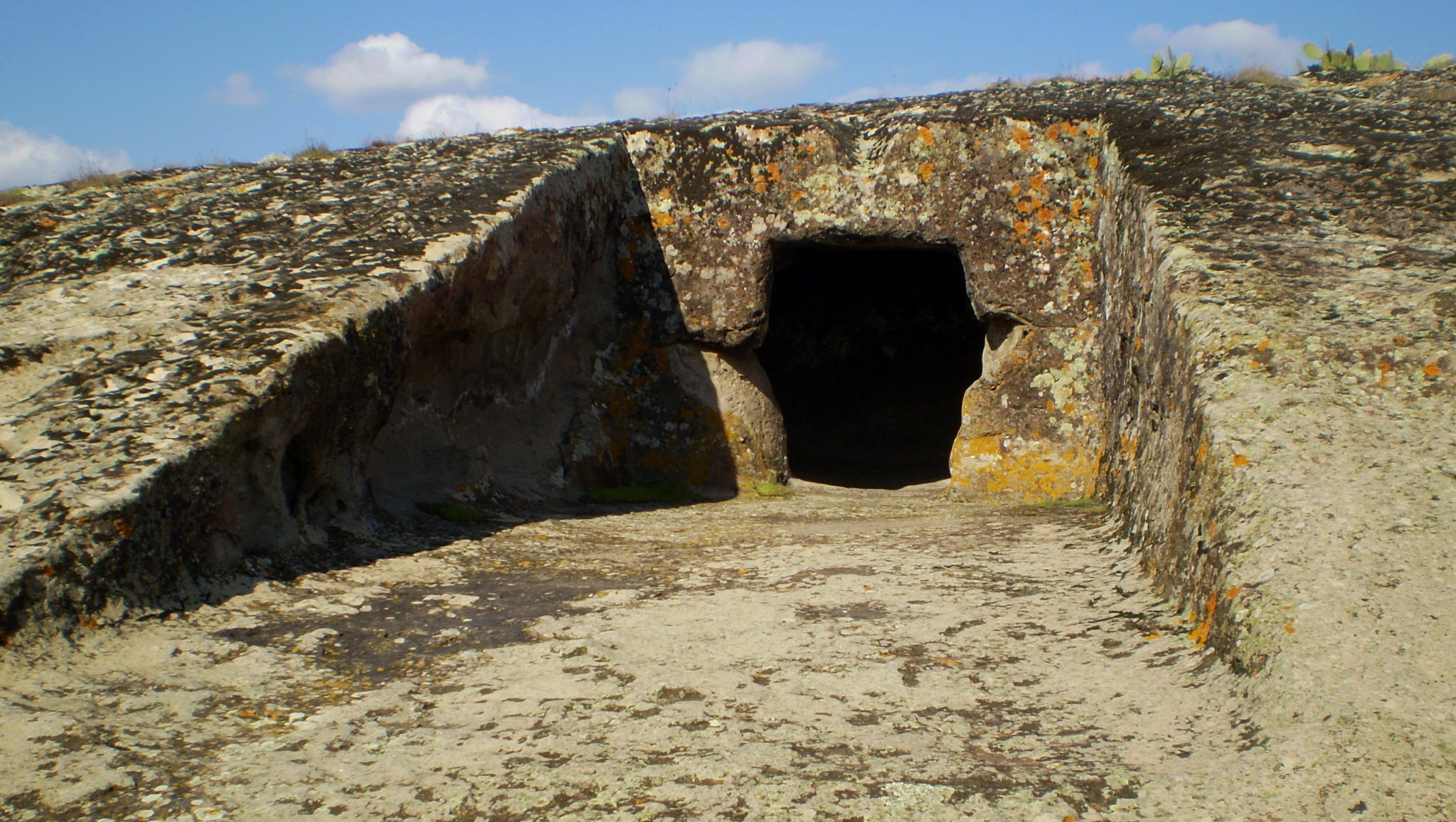
Ruinas, domus de janas di Genna Salixi

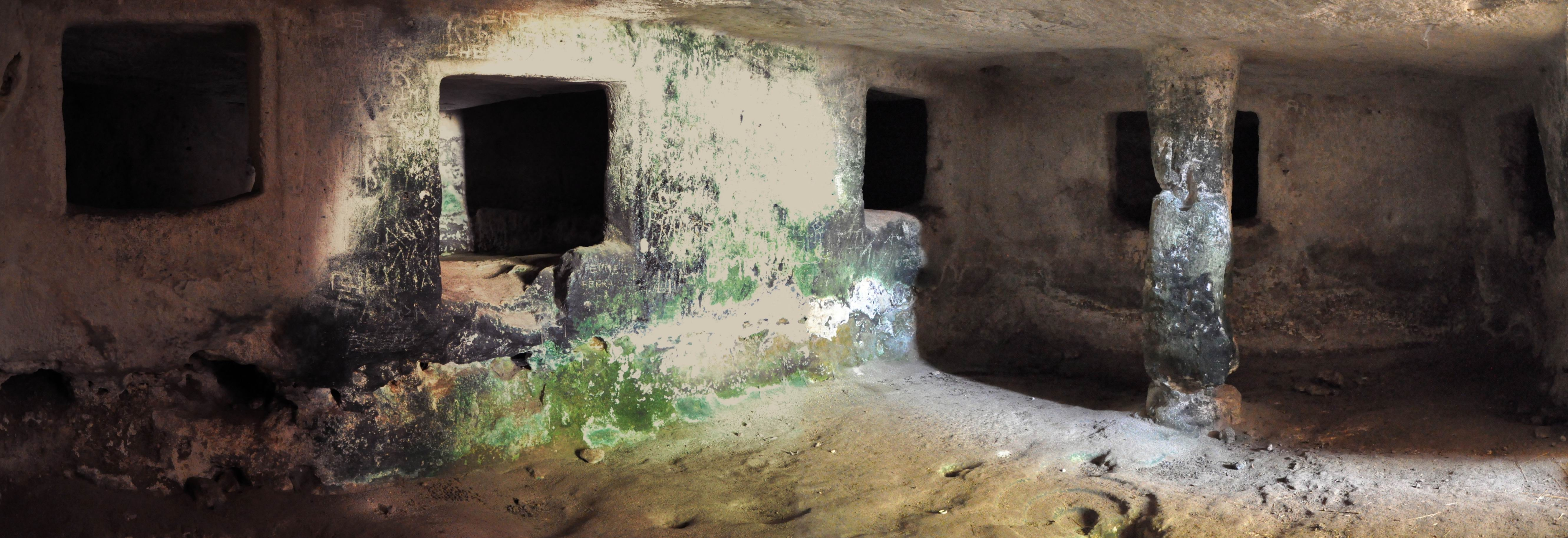
La domus III di S'Elighe Entosu detta "delle sette stanze", Usini

Gli archeologi sostengono che le prime domus de janas siano state scavate intorno alla metà del IV millennio a.C. durante il periodo in cui sull'isola si sviluppò la Cultura di San Ciriaco (Neolitico recente 3400-3200). Con la Cultura di Ozieri (Neolitico finale 3200-2800) si diffusero in tutta la Sardegna (ad eccezione di gran parte della Gallura). Le genti di cultura Ozieri erano laboriose e pacifiche, dedite all'agricoltura e con una particolare religione che aveva una corrispondenza nelle lontane isole Cicladi. Adoravano il Sole e il Toro, simboli della forza maschile, la Luna e la Madre Mediterranea, simboli della fertilità femminile. Statuine stilizzate della Dea Madre sono state ritrovate in queste sepolture e nei luoghi di culto.

## Le diverse architetture

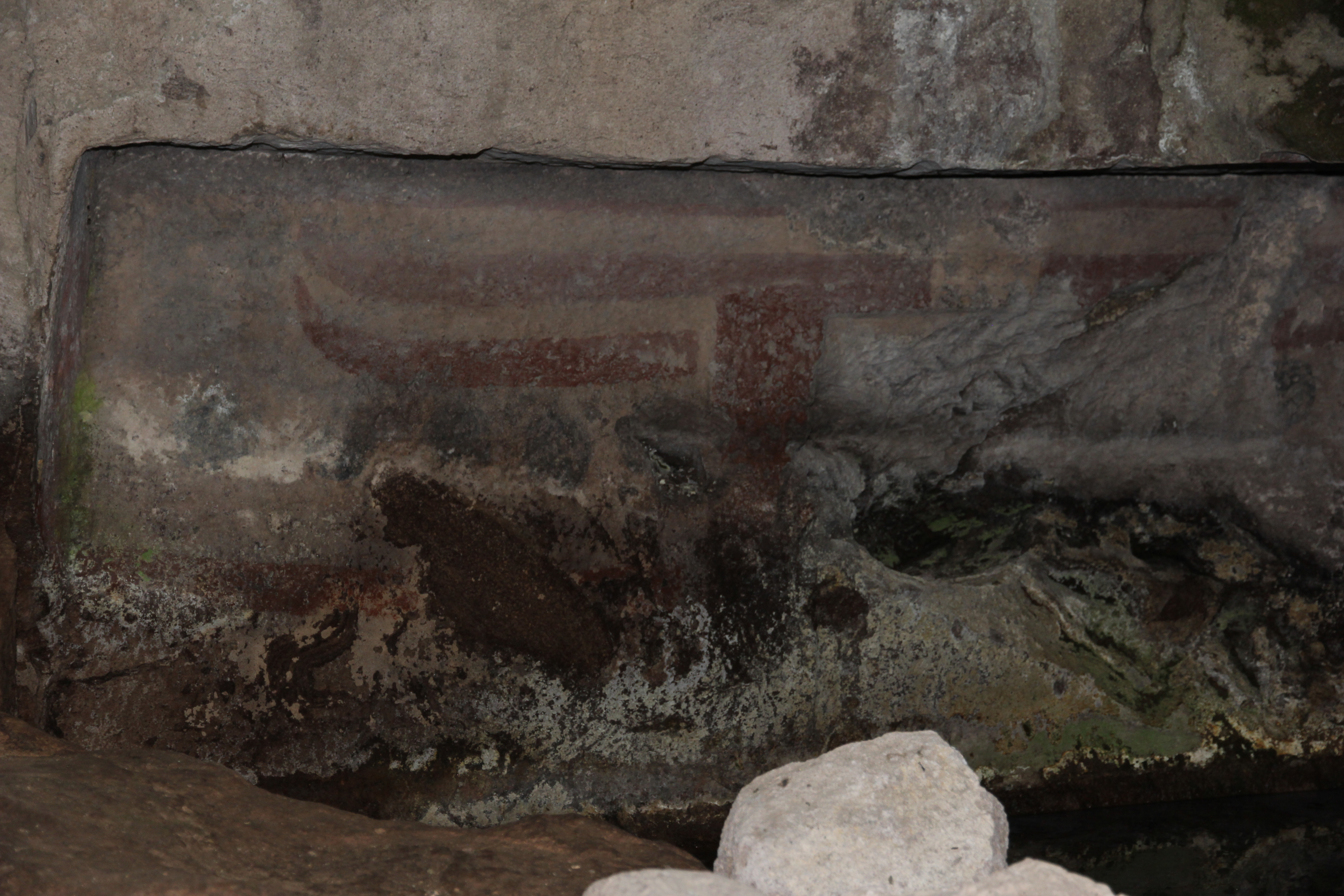
Corna taurine della necropoli di Mandra Antine a Thiesi

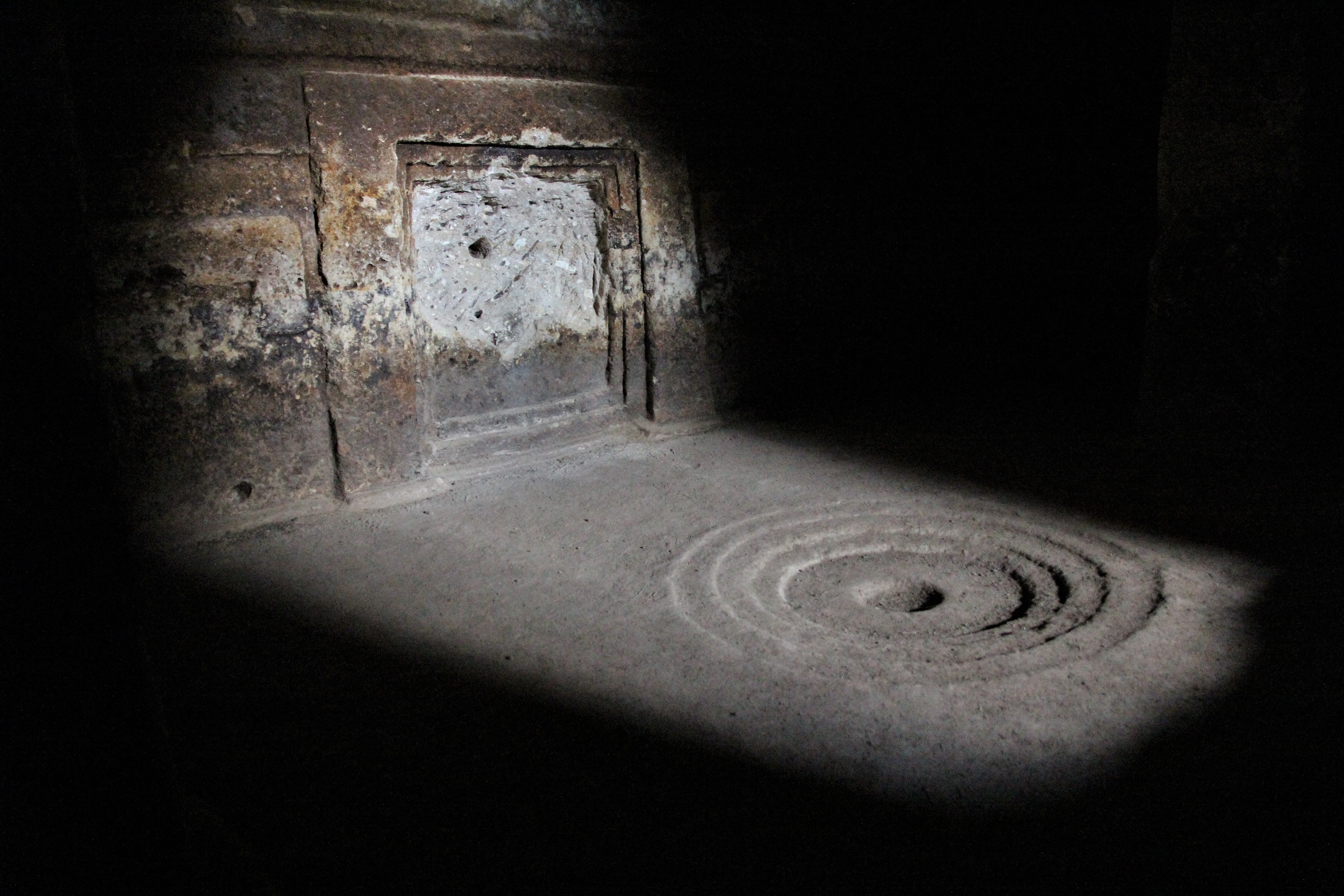
Falsa porta e coppella emisferica, necropoli di Monte Siseri

Le grotticelle sono state edificate su costoni in cui affiorava la roccia viva, una vicino all'altra così da formare nel tempo delle vere e proprie necropoli. Anche se presenti in altri siti mediterranei, sull'isola acquistano un carattere di unicità e straordinarietà per l'accurata lavorazione, per i caratteristici aspetti architettonici e le ricche decorazioni che richiamano quelle che furono le case dei vivi (ma su scala ridotta, si pensa, più o meno alla metà), dando una precisa idea di come in realtà fossero costruite le case dei Paleosardi cinquemila anni fa. Si possono perciò trovare grotticelle a forma di capanna rotonda con il tetto a forma di cono, ma anche con spazi rettangolari e a tetto spiovente, provviste di porte e di finestre. Le pareti poi venivano spesso ornate con simboli magici in rilievo, rappresentanti corna taurine stilizzate, spirali ed altri disegni geometrici. Piuttosto numerose sono infatti le rappresentazioni naturalistiche o schematiche della testa taurina, o delle sole corna, che «testimoniano il culto di una divinità principio di rigenerazione per i defunti in quanto simbolo della vita e della potenza fecondatrice. Accanto alla decorazione in rilievo compare anche quella incisa e quella dipinta, quest'ultima documentata in particolare nella celebre tomba di Mandra Antine di Thiesi. Compaiono motivi lineari e geometrici, quali zig-zag, spirali, dischi, talvolta di grande valore simbolico».

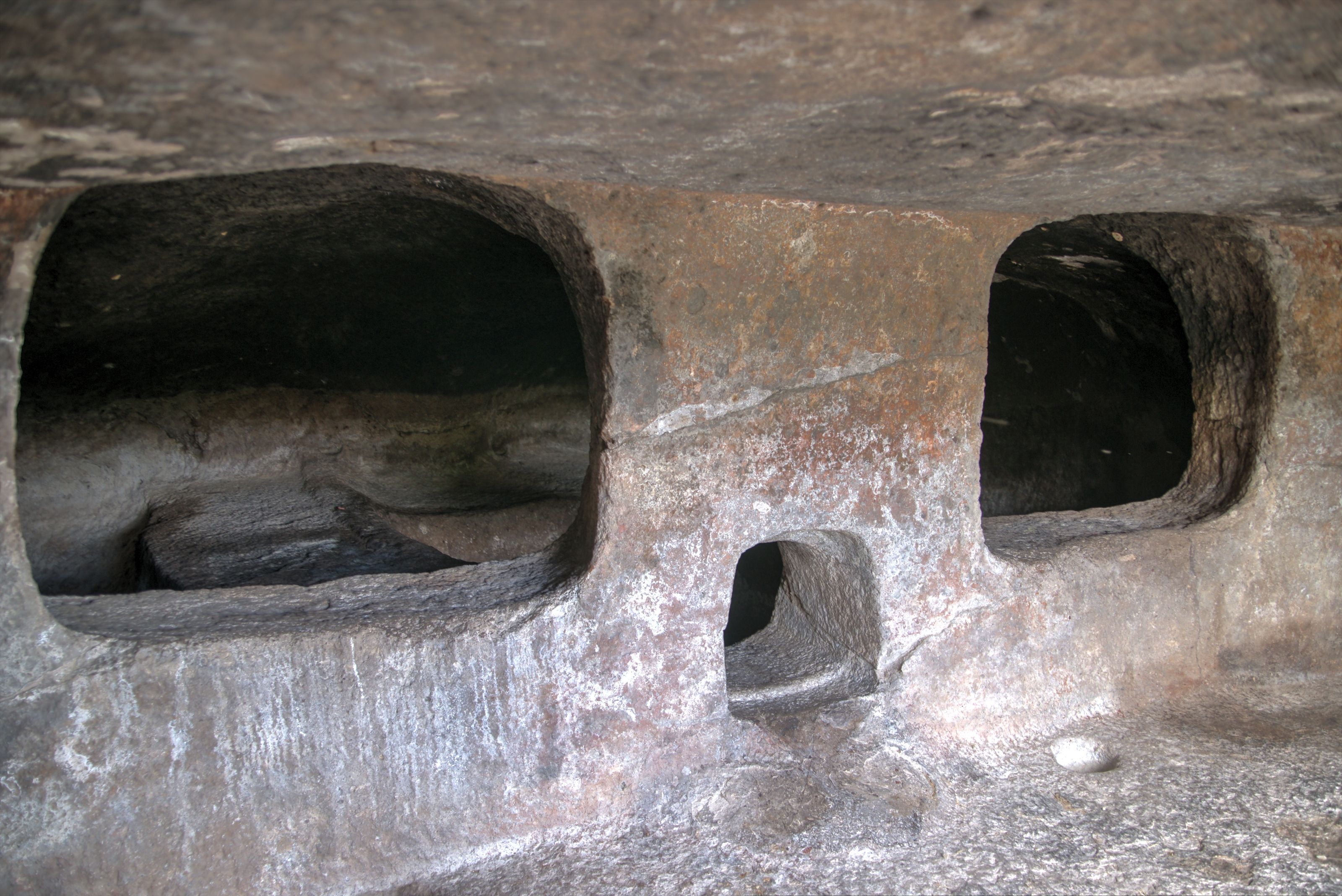
Villaperuccio, Domus de janas di Montessu

## Inumazione
Seguendo particolari riti, il defunto veniva trasferito da quella che durante la sua vita fu la sua casa abituale, in un'altra casa, secondo un antico principio ideale - proprio di queste genti - che presupponeva la continuità eterna dell'essere umano.
I corpi venivano deposti in posizione fetale e - si pensa - venissero dipinti con ocra rossa, così come le pareti della tomba stessa. Accanto alle spoglie venivano deposti oggetti di uso comune facenti parte del corredo terreno del defunto e si pensa anche che venisse lasciato del cibo per il viaggio ultraterreno. Nel tempo i corredi funebri venivano rimossi per far luogo a nuove deposizioni e questa usanza ripetuta nei secoli ha impedito una miglior conoscenza del fenomeno e per questa ragione le ipotesi che le domus de janas fossero destinate ad un unico gruppo familiare resta non provata.
L'archeologo Giovanni Lilliu su questo argomento ha scritto che: «...i cadaveri erano sepolti, non di rado, sotto bianchi cumuli di valve di molluschi. Ma tutti portando con sé strumenti e monili della loro vita terrena: punte di frecce di ossidiana, coltelli e asce di pietra, ma anche collane, braccialetti ed anelli di filo di rame ritorto, e tante ceramiche». Altre ipotesi sostengono che il corpo veniva lasciato all'aperto per scarnificarsi e solo dopo, quando era ridotto ad uno scheletro, veniva riposto nelle grotticelle.

## L'utilizzo nel tempo

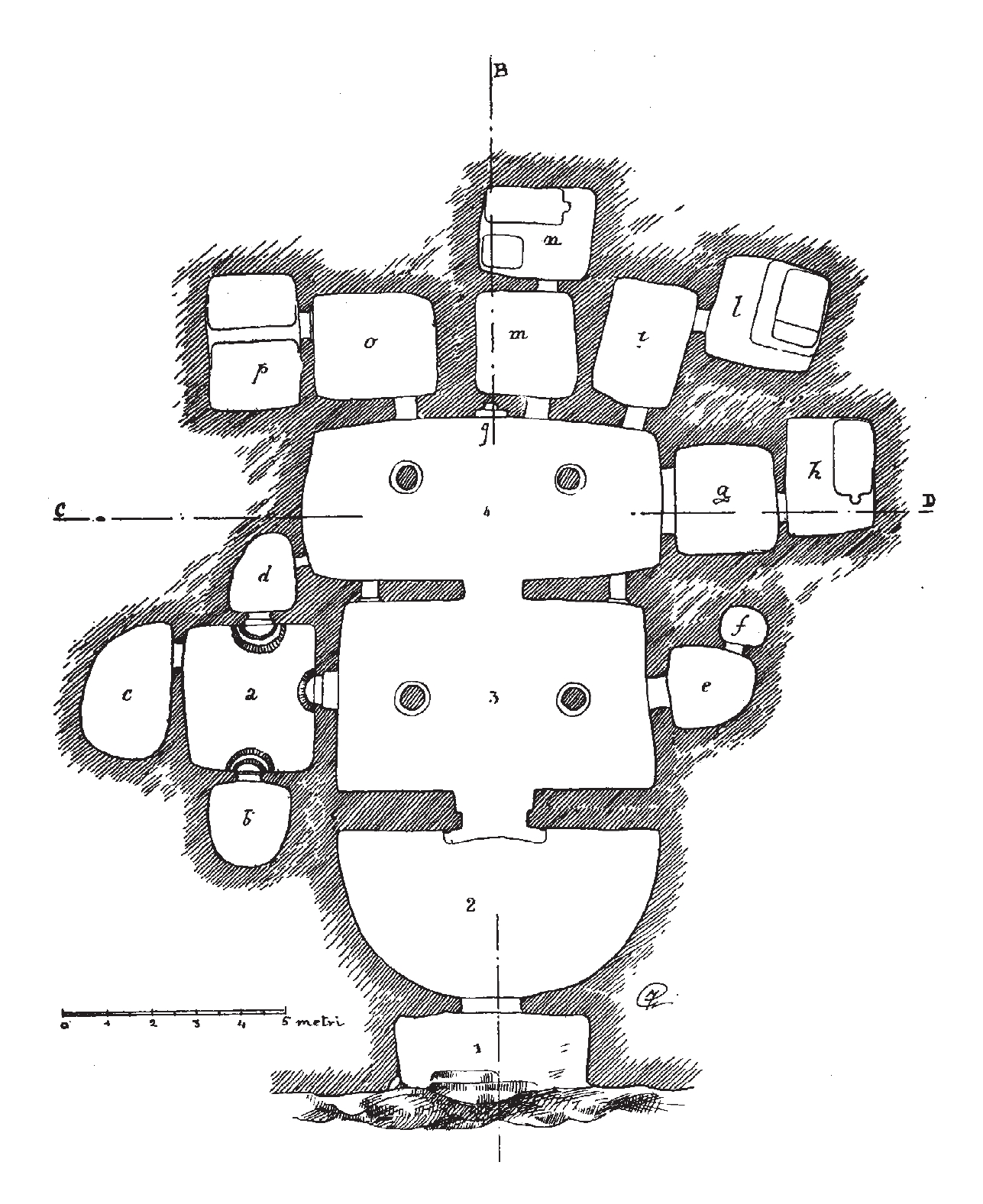
La Tomba del capo in pianta. Necropoli di Sant'Andrea Priu

Per quelle domus più complesse gli archeologi pensano ad un disegno costruttivo unitario seguendo una particolare planimetria a forma di T o a forma di croce. L'accesso è costituito da un lungo corridoio che immette in una anticella per poi raggiungere una cella centrale sulla quale si affacciano le varie cellette funerarie. Oltre alla cultura di San Ciriaco e a quella di Ozieri, anche le successive culture prenuragiche utilizzarono le domus de janas. Sporadicamente furono occupate anche durante la Civiltà nuragica ed in età storica. Il caso più conosciuto e quello della necropoli di Sant'Andrea Priu a Bonorva, utilizzata pure in periodo romano e poi come chiesa in quello bizantino, quando fu più volte intonacata e dipinta con affreschi dedicati alle storie della Vergine, alla vita di Cristo e degli apostoli.

## I vari complessi sepolcrali

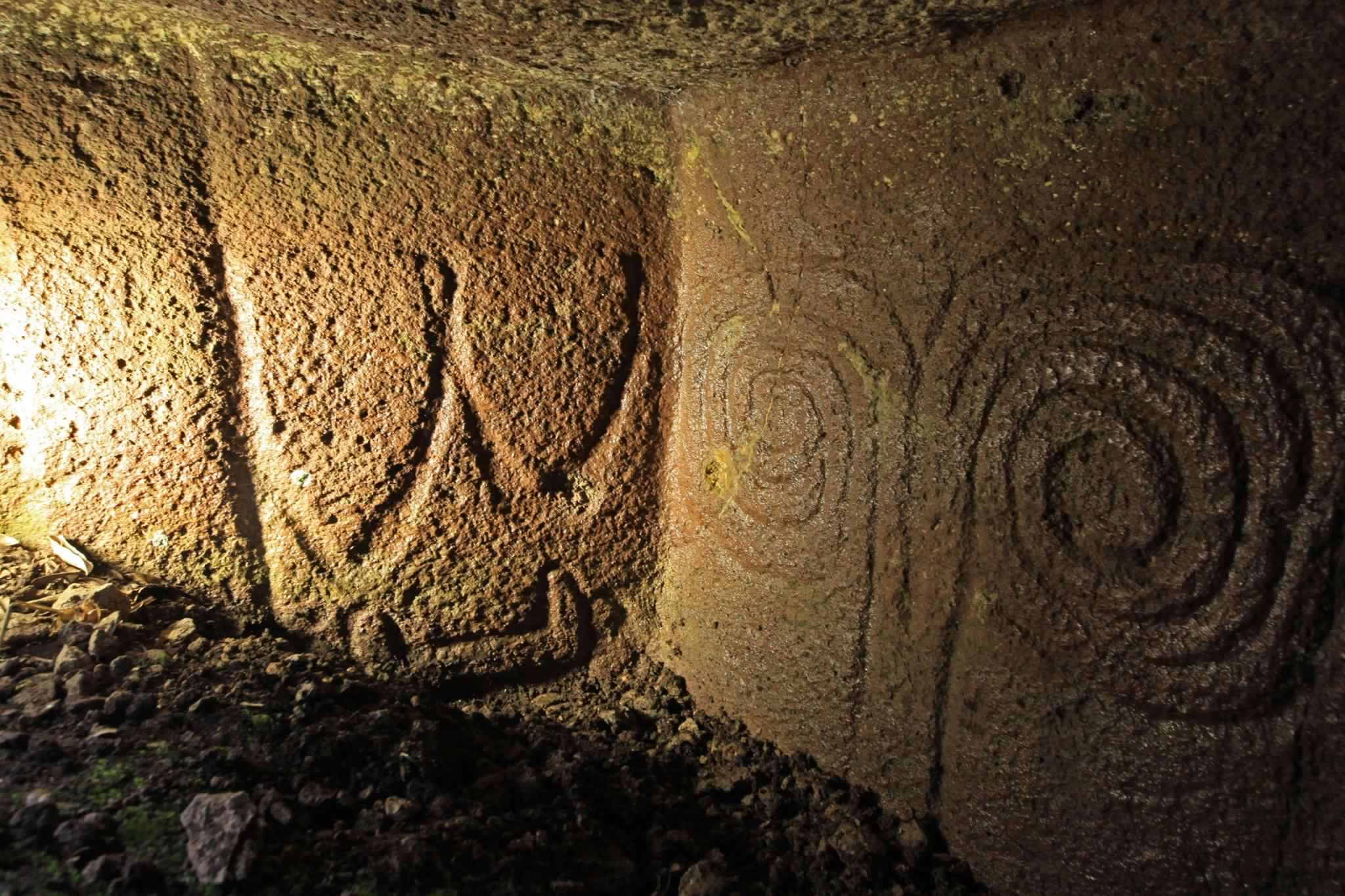
Domus de janas di Baldedu, Chiaramonti

I raggruppamenti più consistenti sono il complesso ipogeico di Anghelu Ruju presso Alghero, costituito da 36 ipogei, quello di Montessu a Villaperuccio, quello di Sant'Andrea Priu, nei dintorni di Bonorva, quello di Puttu Codinu a Villanova Monteleone. Altre presenze di Domus de janas non meno importanti per estensione ed interesse archeologico si trovano in altre aree della Sardegna. Alcuni di essi, come per esempio il complesso ipogeico di Pimentel in Trexenta, non sono stati completamente scavati e sono ancora parzialmente interrati.
Di seguito alcuni tra i più importanti siti.
| N. | Denominazione                                             | Provincia         | Comune                 | Coordinate               |
| -- | --------------------------------------------------------- | ----------------- | ---------------------- | ------------------------ |
| 1  | Necropoli di Sant'Andrea Priu                             | Sassari           | Bonorva                | 40.4218°N 8.8476°E       |
| 2  | Necropoli di Anghelu Ruju                                 | Sassari           | Alghero                | 40.6323°N 8.3265°E       |
| 3  | Necropoli di Monte Siseri                                 | Sassari           | Putifigari             | 40.606611°N 8.430003°E   |
| 4  | Necropoli di Mesu 'e Montes                               | Sassari           | Ossi                   | 40.5142°N 8.6333°E       |
| 5  | Necropoli di Puttu Codinu                                 | Sassari           | Villanova Monteleone   | 40.487°N 8.5191°E        |
| 6  | Domu de janas S'Acqua 'e is Dolus                         | Cagliari          | Settimo San Pietro     | 39.3101°N 9.1786°E       |
| 7  | Domu de janas di Sedini                                   | Sassari           | Sedini                 | 40.8817°N 8.821°E        |
| 8  | Complesso archeologico di Sa Figu                         | Sassari           | Ittiri                 | 40.6044°N 8.592°E        |
| 9  | Necropoli di Su Crucifissu Mannu                          | Sassari           | Porto Torres           | 40.8105°N 8.4441°E       |
| 10 | Domu de janas della Pedra Peltunta o Roccia dell'Elefante | Sassari           | Castelsardo            | 40.8897°N 8.7462°E       |
| 11 | Necropoli di Montalè                                      | Sassari           | Sassari                | 40.7482°N 8.51122°E      |
| 12 | Necropoli di Corona Moltana                               | Sassari           | Bonnanaro              | 40°31′09.2″N 8°47′20.9″E |
| 13 | Necropoli di Prunittu                                     | Oristano          | Sorradile              | 40.1021°N 8.9213°E       |
| 14 | Domu de janas Is Ogus de Monti                            | Cagliari          | Monastir               | 39.3829°N 9.0513°E       |
| 15 | Domu de janas Genna Salixi                                | Oristano          | Villa Sant'Antonio     | 39.8498°N 8.9075°E       |
| 16 | Necropoli di Mandra Antine                                | Sassari           | Thiesi                 | 40.6322°N 8.6194°E       |
| 17 | Domus de janas Montessu                                   | Sulcis Iglesiente | Villaperuccio          | 39.134°N 8.667°E         |
| 18 | Domu de janas Forreddos de Mancosu                        | Nuoro             | Tiana                  |                          |
| 19 | Domus de janas Sas Concas                                 | Nuoro             | Oniferi                | 40.3112°N 9.1967°E       |
| 20 | Domus de janas Sos Furrighesos                            | Sassari           | Anela                  | 40.4816°N 8.972°E        |
| 21 | Domus de janas Sa Mogola e sa Crabiola                    | Ogliastra         | Ulassai                |                          |
| 22 | Domus de janas Brodu                                      | Nuoro             | Oniferi                | 40.322°N 9.1736°E        |
| 23 | Domus de janas Pani Loriga                                | Sulcis Iglesiente | Santadi                | 39.0896°N 8.69°E         |
| 24 | Domus de janas Grugos                                     | Oristano          | Busachi                |                          |
| 25 | Domus de janas Corongiu 'e s'Acqua Salida                 | Cagliari          | Pimentel               | 39.4983°N 9.0582°E       |
| 26 | Domus de janas Abbauddi                                   | Oristano          | Scano di Montiferro    | 40.2264°N 8.6025°E       |
| 27 | Domus de janas Ispinioro                                  | Oristano          | Scano di Montiferro    |                          |
| 28 | Necropoli di Sas Arzolas de Goi                           | Oristano          | Nughedu Santa Vittoria | 40.0979°N 8.9473°E       |
| 29 | Domus de janas Filigosa                                   | Nuoro             | Macomer                | 40.2779°N 8.7696°E       |
| 30 | Domu de janas dell'Orto del Beneficio Parrocchiale        | Sassari           | Sennori                | 40.789°N 8.5947°E        |
| 31 | Necropoli di Is Loccis-Santus                             | Sulcis Iglesiente | San Giovanni Suergiu   | 39.1196°N 8.493°E        |
| 32 | Necropoli di Moseddu                                      | Sassari           | Cheremule              | 40.4859°N 8.7305°E       |
| 33 | Necropoli di S'Elighe Entosu                              | Sassari           | Cargeghe               | 40.6655°N 8.6356°E       |
| 34 | Necropoli di Pedras Serradas                              | Sassari           | Florinas               | 40.6629°N 8.6387°E       |
| 35 | Necropoli di Ponte Secco                                  | Sassari           | Sassari                | 40.7898°N 8.4609°E       |
| 36 | Necropoli di Calancoi                                     | Sassari           | Sassari                | 40.7228°N 8.625°E        |
| 37 | Necropoli di Su Murrone                                   | Sassari           | Chiaramonti            | 40.78024°N 8.87508°E     |
| 38 | Necropoli di Noeddale                                     | Sassari           | Ossi                   | 40.666067°N 8.593249°E   |
| 39 | Necropoli di Ispiluncas                                   | Oristano          | Sedilo                 |                          |
| 40 | Necropoli di Chirisconis                                  | Oristano          | Suni                   | 40.331429°N 8.592913°E   |
| 41 | Necropoli di S'Adde e Asile                               | Sassari           | Ossi                   |                          |
| 42 | Enas de Cannuia                                           | Sassari           | Bessude                |                          |
| 43 | Domus de janas Riu sa Mela e is Concas                    | Cagliari          | Guasila                | 39.543004°N 9.030366°E   |

Esistono poi numerosi siti minori (alcuni privati) sparsi per la Sardegna, come ad esempio Coa de Campus nel comune di Baunei (OG), Su Tancau-Sa Murta nel comune di Lotzorai (OG), quelle di Santo Stefano nel comune di Oschiri (SS) e le Domus de janas Riu sa Mela ed Is Concas nel comune di Guasila (CA).

## Scavi e studi

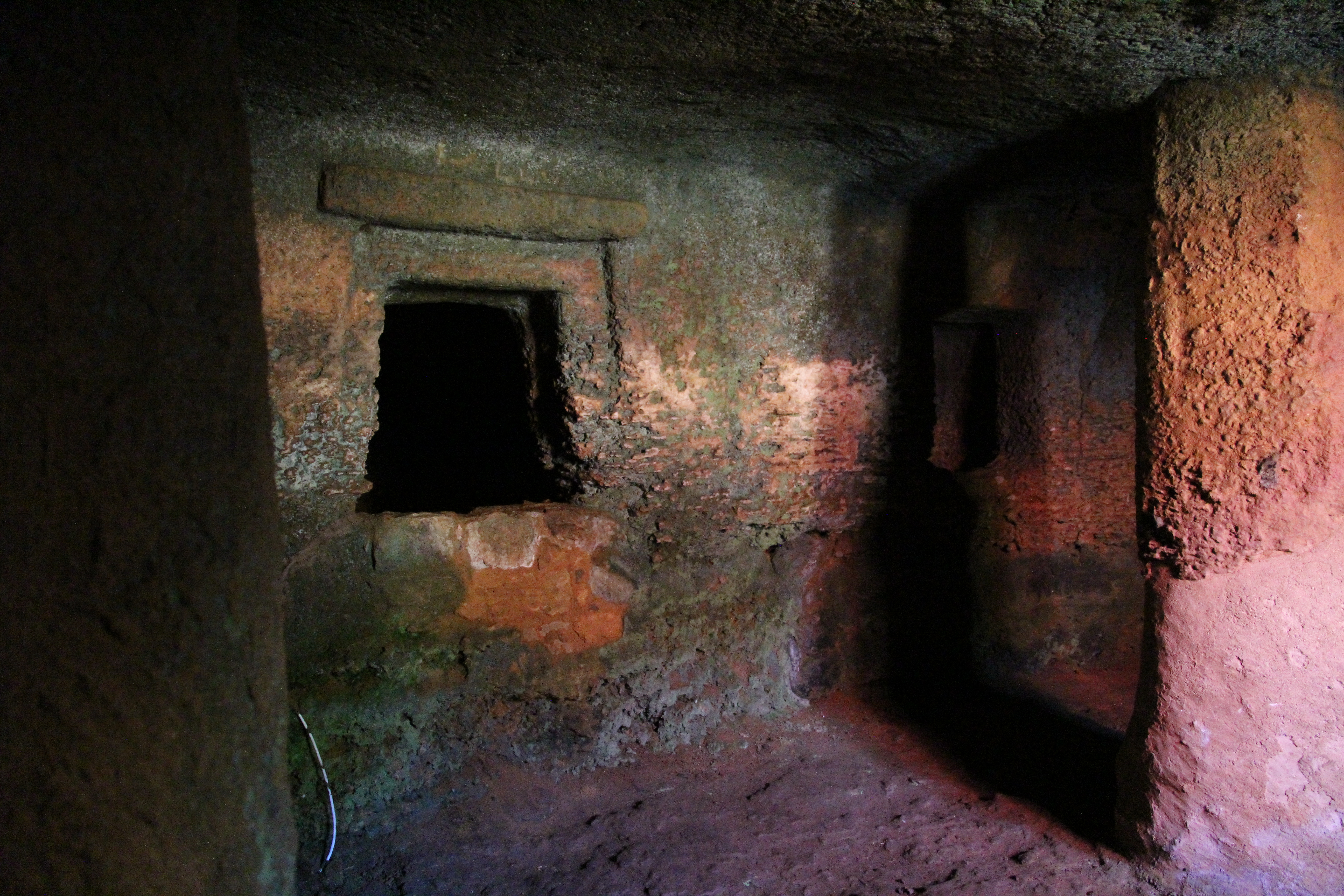
Alghero, necropoli di Anghelu Ruju

Nel 1904 Antonio Taramelli aveva condotto uno scavo presso la Necropoli di Anghelu Ruju che è stato considerato il primo di ampio respiro e che aveva prodotto esiti apprezzabili, pubblicati nel 1909.
Giovanni Pinza e Antonio Taramelli sono stati i primi a dare una definizione a questi monumenti e il documentato inquadramento nel panorama culturale del Mediterraneo.

## Riconoscimento Unesco

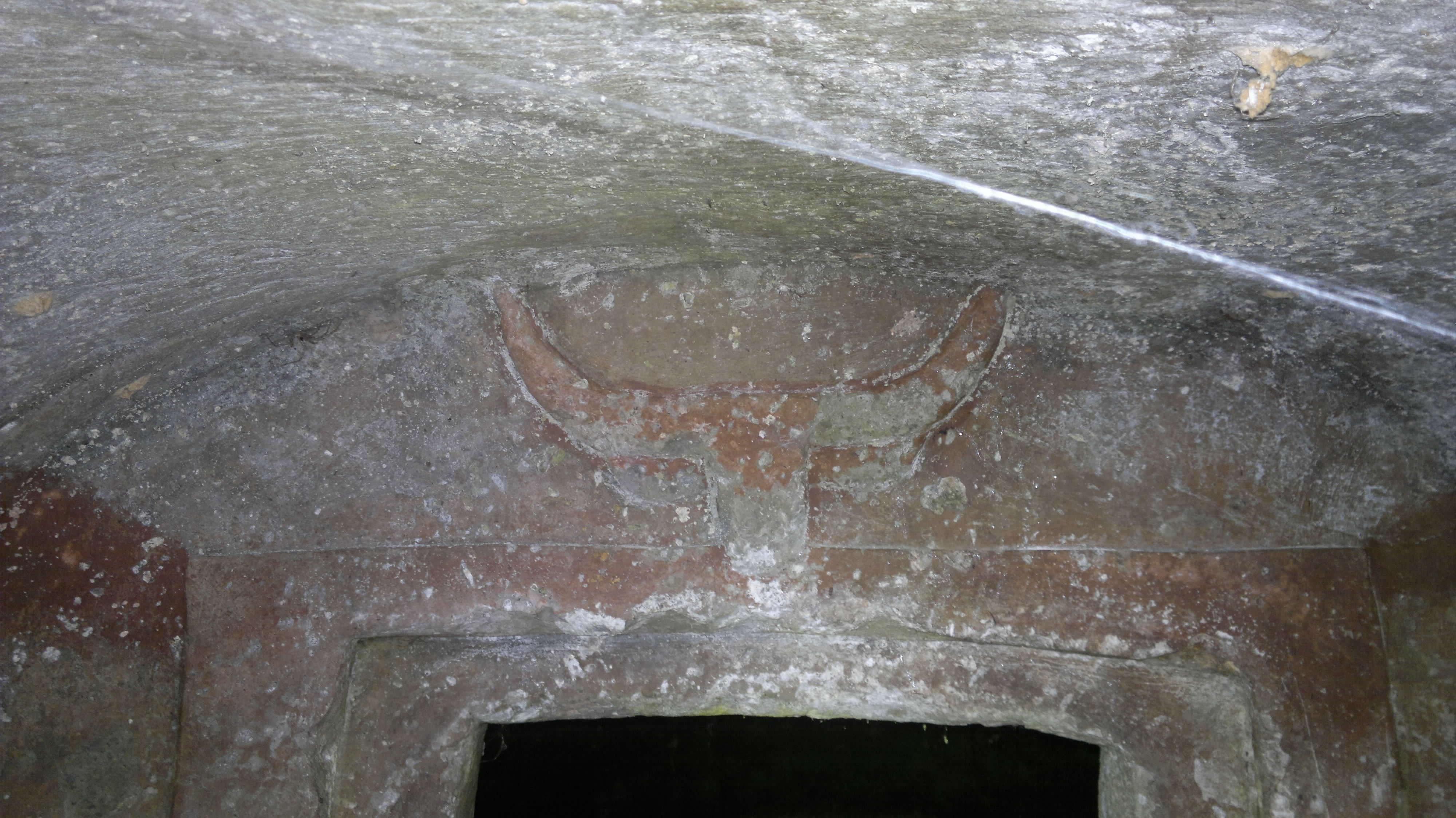
Anela, Domus de janas Sos Furrighesos, protome taurina

Il 12 luglio 2025 il Comitato del Patrimonio Mondiale, riunito a Parigi nella sua 47ª sessione, ha approvato e iscritto le “Tradizioni funerarie nella Preistoria della Sardegna: le domus de janas”, riconoscendo l’eccezionale valore universale delle “domus de janas” o “case delle fate”, tombe preistoriche scavate nella roccia che testimoniano le pratiche funerarie, le credenze religiose e l’evoluzione sociale delle comunità neolitiche sarde. Le domus de janas erano state candidate alla lista dei patrimoni dell'umanità nel 2021. A dicembre 2023 la Regione Sardegna, in collaborazione con vari enti del Ministero della cultura (Soprintendenza regionale della Sardegna, la Soprintendenza archeologia belle arti e paesaggio per le province di Sassari e Nuoro, la Soprintendenza archeologia belle arti e paesaggio per la Città metropolitana di Cagliari e le province di Oristano e sud Sardegna e Direzione regionale musei Sardegna), aveva firmato un protocollo d'intesa a sostegno della candidatura. Nello specifico, furono candidate diverse domus de janas situate nei comuni di: Ardauli, Alghero, Anela, Arzachena, Bonorva, Castelsardo, Cheremule, Goni, Mamoiada, Mores, Oliena, Olmedo, Oniferi, Ossi, Ozieri, Pau, Porto Torres, Putifigari, Sassari, Sedilo, Sennori, Villanova Monteleone, Villaperuccio e Villa Sant'Antonio.